# ریکی راونهیل
ریکی راونهیل (انگلیسی: Ricky Ravenhill؛ زادهٔ ۱۶ ژانویهٔ ۱۹۸۱) بازیکن فوتبال اهل بریتانیا است.
از باشگاه‌هایی که در آن بازی کرده است می‌توان به باشگاه فوتبال منزفیلد تاون، باشگاه فوتبال دارلینگتون، باشگاه فوتبال نوتس کانتی، باشگاه فوتبال گریمزبی تاون، باشگاه فوتبال باکستون، باشگاه فوتبال دونکستر راورز، باشگاه فوتبال برادفورد سیتی، باشگاه فوتبال بارنزلی، باشگاه فوتبال نورث‌همپتون تاون، و باشگاه فوتبال چستر سیتی اشاره کرد.